# Vilija Blinkevičiūtė
Vilija Blinkevičiūtė (ur. 3 marca 1960 w Linkowie) – litewska prawniczka i polityk, od 2000 do 2008 minister pracy i opieki socjalnej w rządach Rolandasa Paksasa, Algirdasa Brazauskasa i Gediminasa Kirkilasa, parlamentarzystka krajowa, posłanka do Parlamentu Europejskiego VII, VIII, IX i X kadencji, w latach 2021–2025 przewodnicząca Litewskiej Partii Socjaldemokratycznej (LSDP).

## Życiorys
W 1983 ukończyła studia na Wydziale Prawa Uniwersytetu Wileńskiego. Rozpoczęła następnie pracę w Ministerstwie Pracy i Opieki Społecznej Litewskiej SRR. W latach 1983–1984 była inspektorem w wydziale kontroli i instrukcji, a w latach 1984–1990 starszym inspektorem w wydziale emerytur. W 1990 została konsultantem, a następnie głównym doradcą prawnym w wydziale regulacji prawnych. W 1994 powołano ją na sekretarza Ministerstwa Pracy i Opieki Socjalnej.
Od 1996 pełniła funkcję wiceministra pracy i opieki socjalnej. 9 listopada 2000 objęła stanowisko ministra pracy i opieki socjalnej w rządzie Rolandasa Paksasa. Funkcję tę zachowała w kolejnych gabinetach: w lipcu 2001 została ministrem w pierwszym rządzie Algirdasa Brazauskasa, a w grudniu 2004 w drugim gabinecie pod jego kierownictwem, zaś w lipcu 2006 została mianowana na ministra w rządzie Gediminasa Kirkilasa.
Od 2002 zajmowała stanowisko wiceprzewodniczącej Nowego Związku (Socjalliberałów). Była kandydatką tej partii w wyborach prezydenckich 13 czerwca 2004. Uzyskała 16,45% głosów i nie weszła do II tury. 15 listopada 2004 została wybrana do na Sejmu z listy Nowego Związku. Od 25 maja 2006 zasiadała we frakcji poselskiej Litewskiej Partii Socjaldemokratycznej. W wyborach parlamentarnych w 2008 z jej listy krajowej ponownie uzyskała mandat deputowanej. 9 grudnia tego samego roku zakończyła urzędowanie na stanowisku ministra. W 2009 została posłanką do Parlamentu Europejskiego VII kadencji. W 2012 ponownie wybrana do litewskiego Sejmu, odmówiła jednak objęcia mandatu. W 2014, 2019 i 2024 z powodzeniem ubiegała się o reelekcję w wyborach europejskich.
W maju 2021 została wybrana na nową przewodniczącą Litewskiej Partii Socjaldemokratycznej. W wyborach do Sejmu w 2024 socjaldemokraci uzyskali najwyższe poparcie w okręgu wielomandatowym, a ich liderka ponownie zdobyła mandat deputowanej krajowej. Kilka dni po drugiej turze głosowania Vilija Blinkevičiūtė oświadczyła, że nie będzie ubiegała się o urząd premiera i że pozostanie eurodeputowaną, jako powód podała swój wiek i stan zdrowia. W związku z tym odmówiła także przyjęcia mandatu poselskiego. Na czele współtworzonego przez socjaldemokratów rządu stanął Gintautas Paluckas, który w 2025 zastąpił Viliję Blinkevičiūtė na funkcji przewodniczącego LSDP.